# Текелю (приток Карагая)
Текелю (Янтау, Янтал, Янту) — река в России, протекает по Кош-Агачскому району Республики Алтай. Устье реки находится в 4 км от устья реки Карагай по левому берегу. Длина реки составляет 19 км.

## Этимология
У реки два названия. Первое от алт. Текелӱ — имеющий козлов, с козлами; Второе от каз. Jaan — большой и Туу — гора.

## Данные водного реестра
По данным государственного водного реестра России относится к Верхнеобскому бассейновому округу, водохозяйственный участок реки — Катунь, речной подбассейн реки — Бия и Катунь. Речной бассейн реки — (Верхняя) Обь до впадения Иртыша